# Lư Khanh
Lư Khanh (giản thể: 卢卿; phồn thể: 盧卿; bính âm: Lu Qing; ? - 166 TCN), hay Lữ Khanh (旅卿), là tướng lĩnh, khai quốc công thần nhà Tây Hán trong lịch sử Trung Quốc.

## Cuộc đời
Lư Khanh là hậu duệ của công tộc Khương Tề thời Xuân Thu. Cuối thời Tần, Lư Khanh làm tướng quân nước Tề, dưới quyền Tề vương Điền Quảng.
Năm 203 TCN, tướng Hán là Hàn Tín xuất quân đánh chiếm nước Tề. Lư Khanh khi đó là tướng trấn thủ biên cảnh Vô Diêm, đầu hàng Hàn Tín. Nhờ đó mà quân Hán có thể nhanh chóng chém Tề vương Quảng, bình định đất Tề.
Năm 202 TCN, Lư Khanh theo Tề vương Tín đánh Sở, tham dự trận Cai Hạ tiêu diệt Sở vương Hạng Vũ. Không lâu sau, Tề vương Tín bị tước binh quyền, Lư Khanh trở thành tướng Hán.
Năm 200 TCN, Lư Khanh theo đại quân đánh Hàn vương Tín ở đất Đại, nhờ công lao trên mà được phong hầu.
Năm 199 TCN, Lư Khanh thụ phong Xương hầu (昌侯), thực ấp 1.000 hộ. Đất phong nằm ở huyện Xương.
Năm 177 TCN, nhân lúc Hán Văn đế đem quân chống trả Hung Nô, Tế Bắc vương Lưu Hưng Cư thừa cơ phát động phản loạn. Văn đế lấy Cức Bồ hầu Sài Vũ làm Đại tướng quân, chỉ huy bốn tướng quân Xương hầu Lư Khanh, Cung hầu Lư Bãi Sư, Ninh hầu Ngụy Tốc, Thâm Trạch hầu Triệu Tương Dạ đem quân bình định. Tế Bắc vương tuyệt vọng tự sát.
Năm 166 TCN, quân Hung Nô xâm lấn vượt qua Tiêu quan, giết chết Bắc Địa đô úy Ngang. Hán Văn đế lấy Trung úy Chu Xá, Lang trung lệnh Trương Vũ làm tướng quân tập hợp 10 vạn quân ở Trường An sẵn sàng xuất chinh, lại lấy Thành hầu Đổng Xích, Du hầu Loan Bố làm tướng quân, Xương hầu Lư Khanh làm Thượng quận tướng quân, Ninh hầu Ngụy Tốc làm Bắc tướng quân, Long Lự hầu Chu Táo làm Lũng Tây tướng quân, dưới quyền Đại tướng quân Đông Dương hầu Trương Tương Như đánh đuổi Hung Nô ra khỏi biên tái.
Không lâu sau, Lư Khanh chết, thụy Ngữ hầu. Con trai Lư Thông tập tước. Năm 154 TCN, Lư Thông hưởng ứng chư hầu nổi loạn, hầu tước bị hủy.

## Gia đình
- Lư Thông (盧通; ? - ?) hay Lữ Thông (旅通)[1], con trai của Lư Khanh. Năm 154 TCN, cùng các vua chư hầu phát động loạn bảy nước, đất phong bị tước.[2]